# Мегленик
Мегленик (словен. Meglenik) — поселення в общині Требнє, регіон Південно-Східна Словенія, Словенія.